# 島里村
島里村（しまざとむら）は、かつて岐阜県安八郡にあった村である。
現在の大垣市の一部（島里など）に該当する。

## 歴史
- 1889年（明治22年）7月1日 - 町村制により島里村発足。
- 1897年（明治30年）4月1日 - 釜笛村、内阿原村、外渕村、川口村と合併し、洲本村発足。同日島里村は廃止。